# 東カール・シープホーン村
『東カール・シープホーン村』（えどカール・シープホーンむら）は、紫堂恭子によるファンタジー漫画作品。2001年に『コミックアイズ』（ホーム社発行、集英社発売）に連載されたが、五話掲載されたところで休刊になる。2002年に書き下ろしでAsuka増刊『紫堂恭子ファンタジーワールド』（角川書店）に五話分を掲載、完結する。角川書店あすかコミックスDXより上下巻が刊行されている。

## あらすじ
まだ幼い少女はたった一人で、シープホーン村へ向かっていた。少女の名はマリーアン。お嬢様育ちで甘えん坊でわがままなマリーアンは、両親の旅行中、預けられた親戚の家で口うるさいエマおばさんと衝突を繰り返し、優しい両親が迎えに来る日を心待ちにしていた。しかし、マリーアンの両親は旅行先で事故死してしまう。そのことでシープホーン村へ招かれたマリーアンは、厄介払いも同然にたった一人で旅していたのだ。
到着したシープホーン村は羊毛で生計を立てるのどかなド田舎の農村だったが、たった一つ変わった点があった。村人が皆、羊や馬、猫や犬と言った動物の姿をしていたのだ。驚くマリーアンは人間を探して村中を駆け回り、エディと言う人間の少年と出会う。

## 主な登場人物
マリーアン・オブライエン
本作の主人公。都会育ちのお嬢様。甘えん坊でわがままだが、根は素直で心優しい少女。優しい両親の死を受け入れられず、両親が迎えに来る日を心待ちにしている。
エリオット・デール、アリシア・デール
シープホーン村でマリーアンを預かることになった「羊」の夫婦。青年と中年の間と言った年齢だが、歳の割りに懐が深く、マリーアンの成長を優しく見守る。
エディ
おじの農場を手伝って働いている、年齢の割りに大人びた少年。淡白でそっけないが、マリーアンの鋭い観察眼に驚き、少しずつ打ち解けていく。狩人だった父は既に亡く、母は遠い町へ出稼ぎに行っている。
キャシー
村の金持ちの娘の「猫」で、エディの幼馴染。エディが好きでマリーアンをライバル視しているが、性格はマリーアンと大差ない。彼女の言動を真似するミミィと言う妹がおり、意外に妹思いの良き姉である。
ヒルランド
シープホーン村のすぐそばの森で暮らしている狩人で、風狩人（ローダム）と呼ばれる一族の末裔。エディにとっては兄のような存在。伝説の聖獣「銀狼（セライウルグ）」の牙を、一族に代々伝わるお守りとして持っている。
白い鹿のお姉さん
1000年前に悪神の呪いを受け、白い鹿の姿で1000年生きてきた女性。呪いから解放されるため、ヒルランドの持つ銀狼の牙で射られることを望んでいる。元々は東カールを治める領主の娘だったが、1000年の放浪の間に自分の名前を忘れてしまった。

## 既刊一覧
- 紫堂恭子『東カール・シープホーン村』角川書店〈ASUKA COMICS DX〉 
  - 上 2003年5月1日（2003年4月28日発売[1]) ISBN 4-04-853628-1
  - 下 2003年5月1日（2003年4月28日発売[1]） ISBN 4-04-853629-X

## 関連書籍
グラン・ローヴァ物語（潮出版社→角川書店）
『東カール・シープホーン村』よりも前の時代、世界から精霊や神聖な獣が去っていく様子が描かれる。
辺境警備（小学館→角川書店）
『東カール・シープホーン村』と同時代、別の地方（西カール地方）の物語。本作においても『辺境警備』の登場人物への言及がある。